# Danish Fish - Dänische Fische - Poissons danois - Pesci Danesi
Danish Fish - Dänische Fische - Poissons danois - Pesci Danesi er en dansk reklamefilm fra 1973, der er instrueret af Jørgen Vestergaard efter eget manuskript. Den er produceret af Ib Dam Film for Københavns Fiskepropaganda, Danmarks Fiskeeksportørforening, Fiskeriministeriet og Statens Filmcentral.

## Handling
PR-film om dansk fisk.